# Parque de El Morlaco
El parque de El Morlaco o parque forestal de El Morlaco es un parque forestal urbano ubicado entre los barrios de El Morlaco, El Rocío, Parque Clavero, Cerrado de Calderón y La Viña en la ciudad de Málaga.

## Descripción
El parque cuenta con una superficie de 161 720 metros cuadrados, cubierta en su mayor parte por un denso bosque de pino carrasco. El perímetro exterior del parque está vallado en su totalidad.
La flora arbórea presente en el parque también incluye eucaliptos y cipreses. Entre la vegetación herbácea, se observan candilitos, aristoloquias, esparragueras blancas, gamones, marrubios, bolinas, ajonjoneras y romeros, entre otra gran variedad de especies.
La ardilla roja es muy abundante en el parque. También el erizo común y el camaleón son especies residentes. Entre su avifauna, se pueden observar abubillas, aguilillas calzadas, collalbas negras, jilgueros, cernícalos, gorriones, papamoscas grises, verderones y petirrojos, entre otras especies.

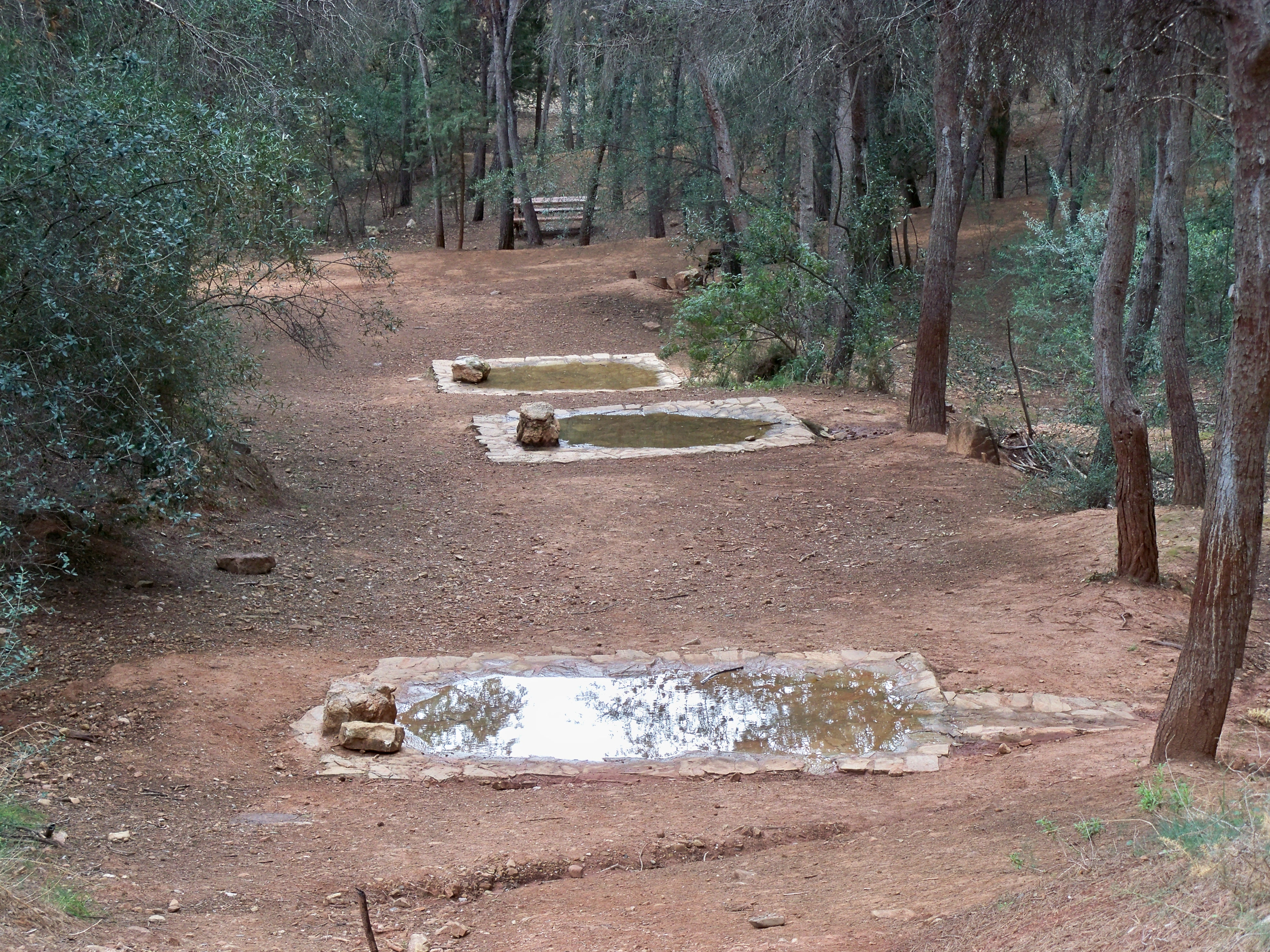
Pozas de agua para fauna silvestre

El parque dispone de dos miradores, dos zonas de esparcimiento para perros, un parque infantil, mesas de pícnic y tres pozas de agua para que la fauna del parque pueda bañarse y beber en ellas.

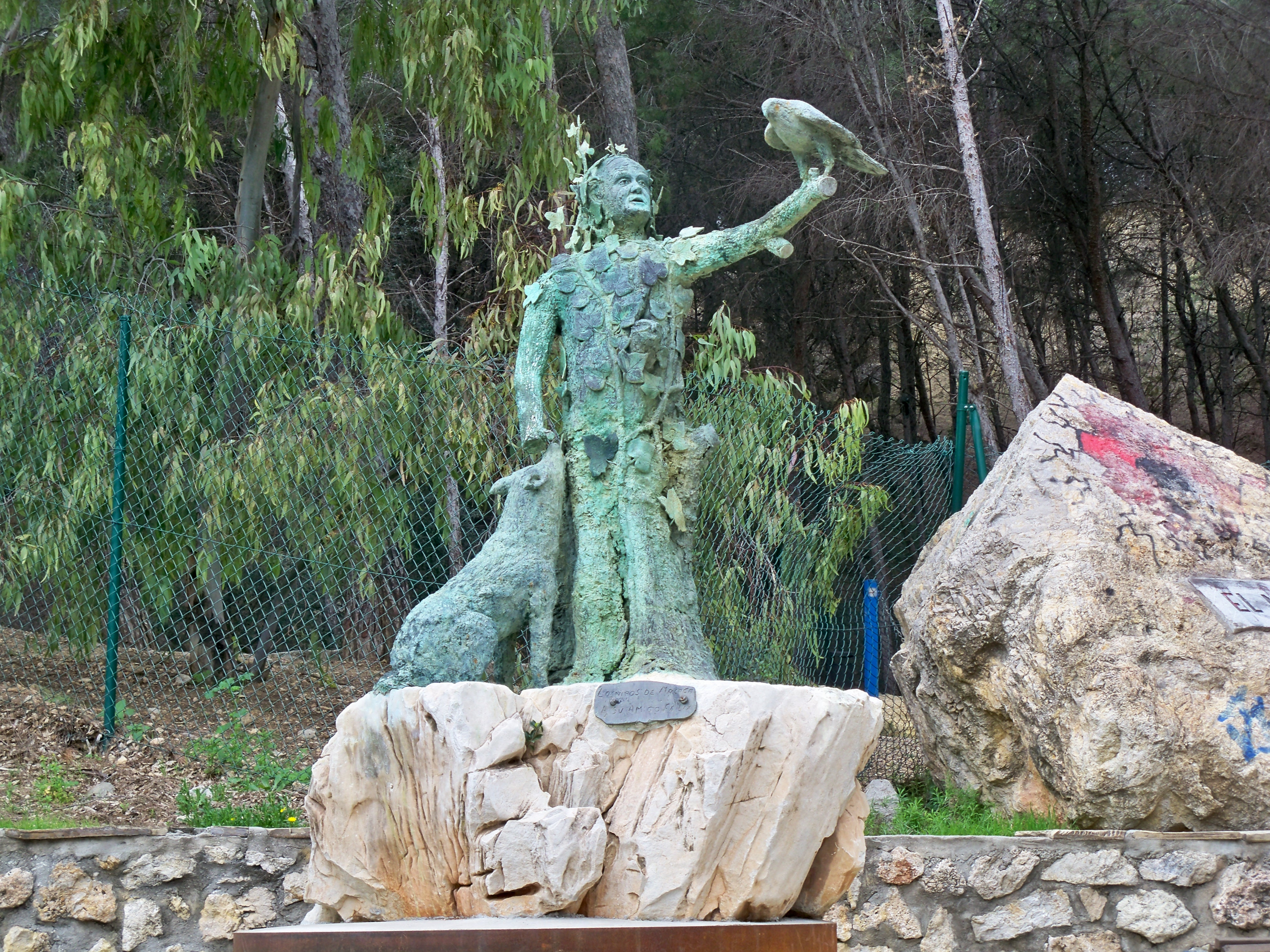
Estatua conmemorativa dedicada a Félix Rodríguez de la Fuente

El acceso al parque se realiza a través de cuatro puntos de entrada. Los dos principales se encuentran en la calle Camino de la Desviación, al este, y en la calle Doctor Horacio Oliva, al noroeste. También se puede acceder al parque desde la calle Ramal Rodeo, al norte, y desde la calle Rocío, al oeste.
En uno de sus accesos principales, el que se encuentra en la calle Camino de la Desviación, se sitúa una estatua conmemorativa dedicada a Félix Rodríguez de la Fuente, obra de Antonio Arjona Sepúlveda. La estatua, anteriormente ubicada en los Jardines de las Américas, fue restaurada por el autor y reubicada en el parque de El Morlaco en febrero de 2020.

## Historia
Desde el siglo siglo XVIII y hasta el siglo XX, existió una antigua mina de yeso en los terrenos actualmente ocupados por el parque, mina que contaba con dos lagos subterráneos y de la que todavía se conserva la red de galerías. Durante la guerra civil española, esta red de galerías subterráneas fue utilizada por la población civil para guarecerse de los estragos de la contienda.

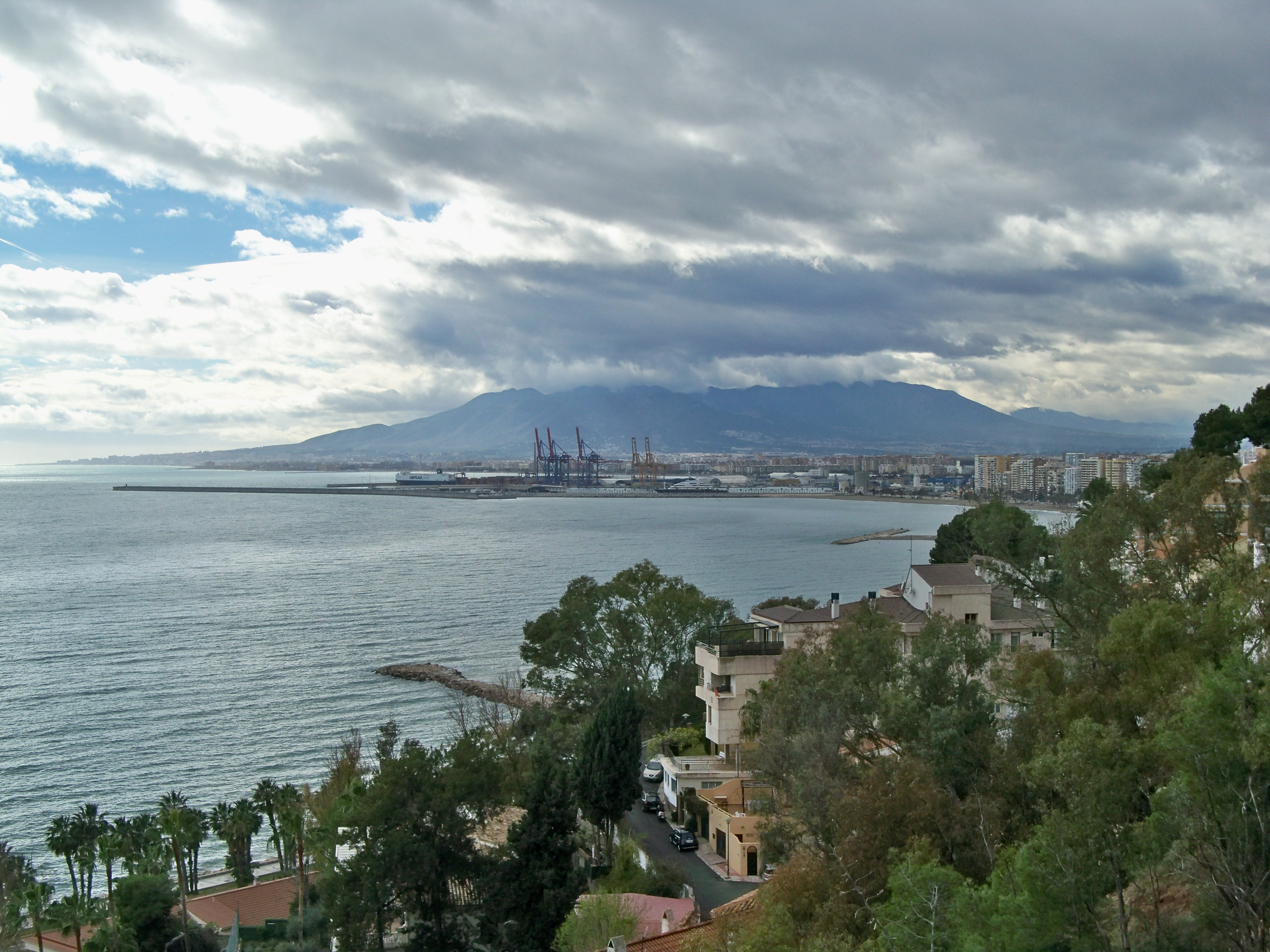
Vista de la ciudad de Málaga desde el parque

En la década de los cincuenta, se produjo la reforestación con pino carrasco de los terrenos de El Morlaco, por entonces todavía una propiedad privada. La reforestación fue realizada por el guarda de la propiedad. Todavía se conservan algunos restos de la antigua casa del guarda en el centro del parque.